# 年始回り
年始回り（ねんしまわり）とは、新年の挨拶のために、知人、長上、親戚などの家々を回ることである。お年始回り、年始参り、単にお年始とも言う。

## 概要
年始回りに伺うのは松の内までとされており、元旦は避けるべきとされている。ただし、地域によっては1月10日や1月15日までの場合もある。なお、時間帯は、午後1時から2時頃が望ましいとされている。また、長居は失礼にあたるため、基本的に玄関先で済ませる。そのため、室内に招かれても断るのがマナーだとされている。
年始回りに伺う時には、お年賀を渡すことが多い。また、子供がいる場合は、お年玉を渡すことも多い。

## 歴史
年始回りは元々主に農村部でおこなわれた親族が本家に集まって新年の挨拶をする行事だったとされる。
江戸時代に入ると、商人が手土産を持って得意先に新年の挨拶をする習慣が生まれ、それもお年始と呼ばれるようになった。その風習が現代に続いているとされる。